# Игнатьева, Светлана Андреевна
Светлана Андреевна Игнатьева (13 февраля 1990) — российская футболистка, нападающая.

## Биография
В большом футболе выступала за петербургскую «Аврору», провела два сезона в высшей лиге России (2006—2007). Вызывалась в молодёжную сборную России (до 19 лет).
Также в течение нескольких лет играла за «Аврору» в соревнованиях по мини-футболу и футзалу. Провела более 100 матчей в чемпионатах России по мини-футболу, становилась чемпионкой (2009/10), серебряным и бронзовым призёром, обладательницей (2009/10) и финалисткой Кубка России по мини-футболу.
После ухода из «Авроры» участвовала в любительских соревнованиях в Санкт-Петербурге.